# Città di Gold Coast
La città di Gold Coast è una Local Government Area che si trova nel Queensland. Si estende su una superficie di 1.358 chilometri quadrati e ha una popolazione di 494.501 abitanti. La sede del consiglio si trova a Surfers Paradise.